# Wanit Chaisan
Wanit Chaisan (tiếng Thái: วานิช ใจแสน, sinh ngày 25 tháng 7 năm 1992) là một cầu thủ bóng đá từ Thái Lan. Anh hiện tại thi đấu cho Trat ở Thai League 2 ở vị trí tiền đạo.